# エンジェルメイク
エンジェルメイクとは、病院などで患者が死亡した際に、顔色や表情などを看護師などがメイキャップで手直しする行為を指す。「死後の処置」の言い換えではあるが、正式な専門用語ではない。"angel"のカナ表記の揺らぎの影響で「エンゼルメイク」ともいうが、用語の統一はされていない。
苦悶の表情など、遺族にとって痛ましい表情に対してはこれを行うことが肝心であるとされる。病院によっては、そのための処置に予算が配分されているところもあるが、そうでない場合は、看護師が私物のメイキャップ用品を用いる事が少なくない。
また、医薬品・診療材料メーカーにて「エンジェルキット」（死後処置セット）を用意している。

## 参考資料
- 青木新門『納棺夫日記』文春文庫　1996年
- 永井結子『今日のご遺体』祥伝社黄金文庫　2009年